# Дальневосточный трепанг
Дальневосточный трепанг (лат. Apostichopus japonicus) — беспозвоночное морское животное из типа иглокожих класса голотурий, обитающее на Дальнем Востоке Азии.

## Описание
Тело вытянутое в сечении, почти трапециевидное, несколько сплющенное, особенно в нижней части. Достигает длины 43 см, ширины 9 см и массы 1,5 кг. Цвет — от зеленовато-жёлтого до тёмно-коричневого,  брюхо обычно намного светлее спины. Вокруг рта — от 18 до 20 щупалец.
Обитает в северной части Жёлтого и Восточно-Китайского морей, большей части побережья Японского моря, на восточном побережье Японии и в самой южной части Охотского моря в прибрежной зоне Курил и южнее центрального Сахалина. Встречается на глубинах от уреза воды до 150 м, главным образом в диапазоне 1—40 м. Нередко собираются в большом количестве, образуя «трепанговые поля».
По внешнему виду самцы неотличимы от самок, нерестятся парами, количество яиц в гонадах самки может достигать 77 млн. После нереста скрываются и прекращают питание на месяц. Личинки три недели живут в планктоне, после чего оседают на морские растения, превращаясь в мальков.
По типу питания — собирающий детритофаг: захватывает околоротовыми щупальцами верхний слой рыхлого осадка или частицы осаждённой взвеси на поверхности грунтов. Живёт приблизительно 10 лет, половая зрелость наступает после трёх лет жизни. Враги — крупные морские звёзды и человек.

## Использование в пищевой промышленности

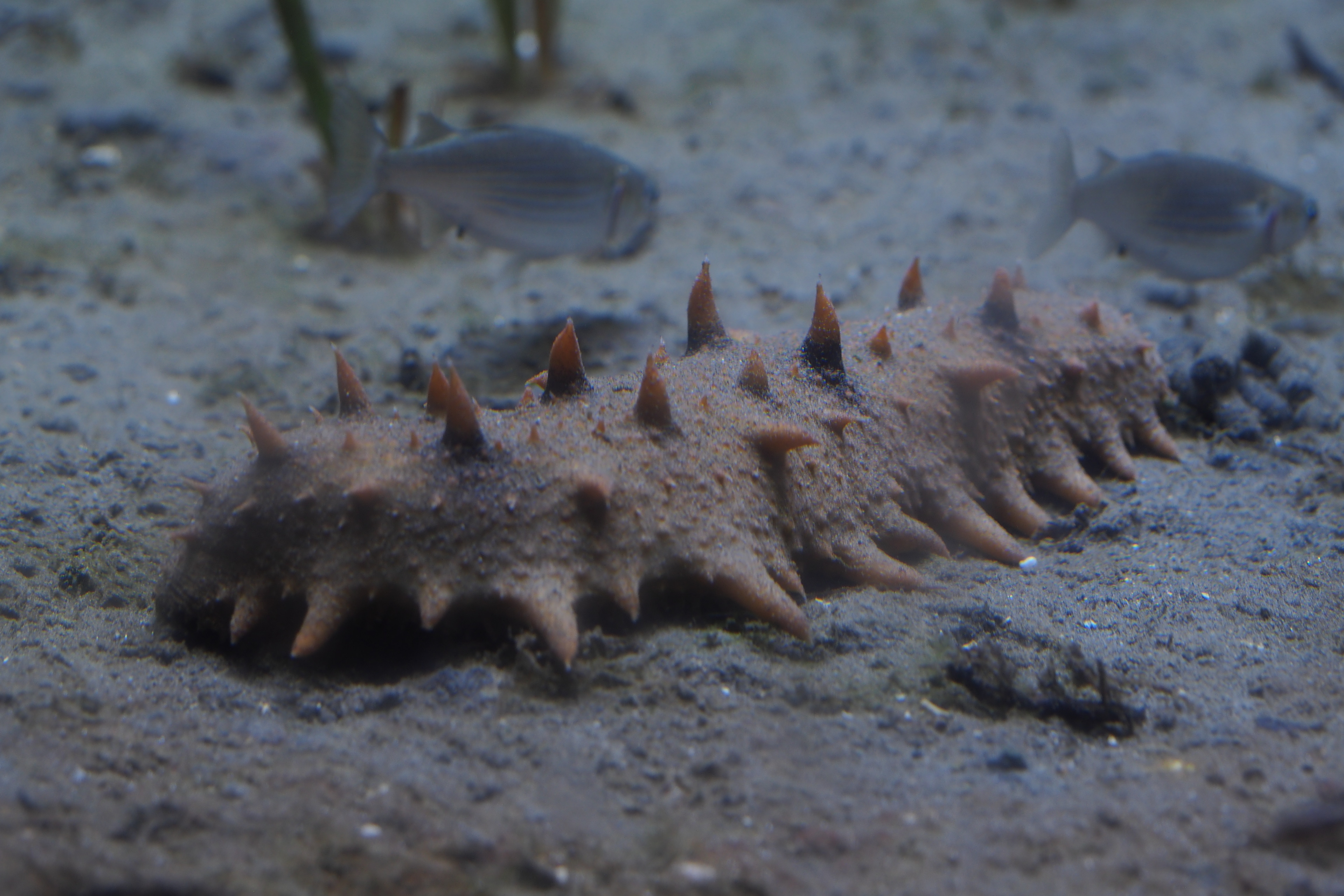
Дальневосточный трепанг в аквариуме, район Сума-ку города Кобе, фото 2014 года

Используется для приготовления морских салатов, как правило, в варёном виде. Экспортируется в сушёном виде. Имеет приятный, но специфичный вкус. Является деликатесом в японской, корейской, китайской кухнях.
Экстракты дальневосточного трепанга биологически активны, его ткани содержат витамины, органические соединения иода, простагландины, аминокислоту метионин.